# Liste der Monuments historiques in Primelin
Die Liste der Monuments historiques in Primelin führt die Monuments historiques in der französischen Gemeinde Primelin auf.

## Liste der Bauwerke
| Bezeichnung         | Beschreibung | Standort | Kennzeichnung | Schutzstatus | Datum      | Bild           |
| ------------------- | ------------ | -------- | ------------- | ------------ | ---------- | -------------- |
| Kapelle Saint-Tugen |              | (Lage)   | PA00090317    | Classé       | 1909, 1963 | weitere Bilder |
| Manoir de Lézurec   | Herrenhaus   | (Lage)   | PA00090318    | Inscrit      | 1932       | weitere Bilder |

## Liste der Objekte
- Monuments historiques (Objekte) in Primelin in der Base Palissy des französischen Kultusministerium